# 슈프레발트 오이
슈프레발트 오이(독일어: Spreewälder Gurken)는 독일 브란덴부르크주의 슈프레발트 지역 특산품인 오이 피클이다. 유럽연합의 지리적 표시 제도에 등록되어 있다.

## 역사와 제조
슈프레발트 지역 오이 재배의 근원에는 두 가지 가설이 있다. 하나의 가설은 고대 슬라브인 정착지였던 칼라우와 토르노 지역 유적 발굴 결과에 의하면 슈프레발트 지역에 훈족과 타타르족이 진출했을 때 오이 재배가 시작되었다고 한다. 다른 가설에 의하면 이 곳에 정주한 소르브인들은 슈프레발트 오이 생산에 필요한 물, 소금, 양파, 겨자, 마늘, 포도잎, 체리잎 등이 있었지만 오이를 재배했다는 확실한 근거는 찾기 어려웠다. 따라서 17세기 말 작센 선제후국에 정착했던 네덜란드인으로부터 오이 재배가 시작되었다는 설이 지배적이다. 1580년 요아힘 2세 폰 데어 슐렌부르크(Joachim II von der Schulenburg) 백작이 당시 작센 영토였던 뤼베나우에 네덜란드인의 정착을 권유했다. 네덜란드인들은 직조업이 뤼베나우 지역에서 경제성이 없다고 판단하고 고향에서 해 왔던 오이 재배를 시작했다. 18세기에는 네덜란드인 정착자들이 배에 오이를 실어서 베를린으로 보냈고, 당시 베를린에서 인기 있는 상품 중 하나였다. 프리드리히 빌헬름 1세는 작센 지역으로 오이 대금이 흘러가는 것을 못마땅하게 생각했고 프로이센령 니더슈프레발트 지역으로 뤼벤 지역의 농부를 불러들였고, 아우구스트 2세와의 외교 문제로 확대되기도 했다. 18세기 후반에는 프리드리히 2세의 식단에 자주 올라가게 되었다.
작가 카를 프리드리히 폰 루모어(Carl Friedrich von Rumohr)가 제조법을 기록하였다. 슈프레발트 오이는 1870년대 테오도어 폰타네의 작품에서 브란덴부르크 지역의 슈프레발트 특산품으로 언급되었다.
 Die Spreewaldprodukte haben nämlich in Lübbenau ihren vorzüglichsten Stapelplatz und gehen erst von hier aus in die Welt. Unter diesen Produkten stehen die Gurken obenan. In einem der Vorjahre wurden seitens eines einzigen Händlers 800 Schock pro Woche verkauft. Das würde nichts sagen in Hamburg oder Liverpool, wo man gewohnt ist, nach Lasten und Tonnen zu rechnen, aber »jede Stelle hat ihre Elle«, was erwogen für diese 800 Schock eine gute Reputation ergibt.

 — 테오도어 폰타네, Wanderungen durch die Mark Brandenburg(브란덴부르크 변경백 산책)
슈프레발트 지역 생산품은 뤼베나우에 모여서 전 세계로 뻗어나간다. 주요 생산품에는 오이가 있다. 과거에는 한 농부가 일주일에 800쇼크(60개 단위)를 판매한 적이 있었다. 함부르크나 리버풀에서는 라스트나 톤 단위로 물건을 계량했지만, "모든 곳에는 그 곳의 단위가 있다"라는 말처럼 이 곳에서의 800쇼크는 잘 팔리는 것이다.

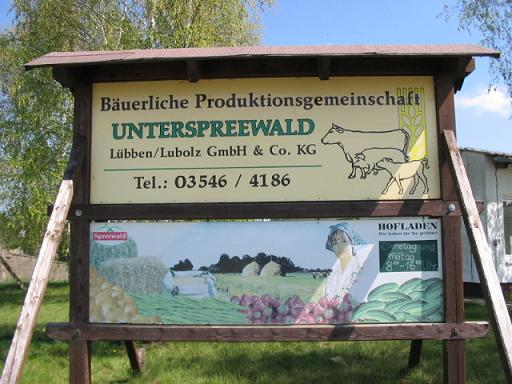
운터슈프레발트, 루볼츠(Lubolz)

오이 재배에는 슈프레발트 지역의 습한 부식토 토양과 기후가 영향을 준다. 슈프레발트 오이의 맛은 절임 과정과 절임에 같이 넣는 채소가 크게 좌우한다. 슈프레발트 오이로 인정받으려면 슈프레발트 지역에서 생산되어야 하고 슈프레발트 지역에서 재배된 오이를 70% 이상 사용해야 한다.
과거에는 오이를 큰 통에 넣고 여러 주 동안 발효해서 생산했지만, 오늘날에는 제법을 변경하여 겨자를 첨가한 겨자오이(Senfgurke), 오이 피클(Gewürzgurke), 염장 오이(Salzgurke) 형태로 짧은 시일 내에 생산한다. 약 20단계에 걸쳐서 오이를 수산화 나트륨을 첨가하여 70도로 가열한다. 바질, 레몬밤, 포도잎, 체리잎, 밤나무잎 등을 첨가하여 맛을 낸다.
동독 시기에는 VEB Spreewaldkonserve Golßen에서 생산했으며, 독일 재통일 이후인 1990년대에도 생산이 중단되지 않은 동독 상품이기도 했다. 독일 통일 이후 슈프레발트 지역에 관광 사업이 발달하면서 다시 인기를 얻기 시작했다. 1994년 1월 26일에 재배 지역을 콧부스 북부, 노이엔도르프호, 뤼벤 북부로 둘러싸인 슈프레강에 인접한 지역으로 제한했다. 당시 오이 재배 지역은 600헥타르 규모였다. 1999년 3월 18일 슈프레발트 오이(Spreewälder Gurken)는 유럽 연합의 지리적 표시제에 등록되었다. 2003년 영화 굿바이 레닌에는 알렉스가 어머니가 입원한 후 가짜 동독 세계관을 만들기 위해서 어머니가 좋아하는 슈프레발트 오이를 준비하는 장면이 나온다. 슈프레발트 지역의 오이 생산지를 지나는 자전거 도로와 연간 마라톤 대회가 개최된다.

## 재배 지역
슈프레발트 전역에서 오이를 재배하며, 오이 재배지의 대부분은 1990년대 이후에는 슈프레발트 생물권보전지역으로 지정되었다. 주요 생산자는 다음과 같다.
- 뤼벤: Spreewald Feldmann GmbH & Co KG
- 보블리츠: RABE Spreewälder Konserven – 오이 수확기 투어 가능
- 골센: Spreewaldkonserve Golßen – 오이 생산 과정 견학 가능
- 라이페: 전통적 야채 재배지
- 레데: 농가 및 오이 박물관
- 슐레프치히: 농업 역사 박물관
- 뤼베나우/슈프레발트: 슈프레발트 박물관

생산량은 2005년 40,000톤, 2015년 35,000톤, 2016년 29,000톤을 기록했다.

## 참조
1. ↑  《Wanderungen durch die Mark Brandenburg》, 2016년 12월 4일에 확인함
2. ↑  Ursula Heinzelmann (2016). 〈Kaffee, Zucker und Kartoffeln〉.   Ralf Frenzel. 《Was is(s)t Deutschland. Eine Kulturgeschichte über deutsches Essen》. Süddeutsche Zeitung Edition. Wiesbaden: Tre Torri Verlag GmbH. 170—171쪽. ISBN 978-3-944628-78-3.
3. ↑  《The Protection of Geographical Indications: Law and Practice》, Edward Elgar Publishing, 2014, 89쪽, ISBN 9781782546726
4. ↑  “Case Study “Spreewälder Gurken” (Spreewald Gherkins)” (PDF) (영어). Ecologic Institute EU. 2006년 6월. 2019년 6월 29일에 원본 문서 (PDF)에서 보존된 문서. 2017년 8월 17일에 확인함.
5. ↑  DOOR-Datenbank, Dossier-Nr. DE/PGI/0017/0561.
6. ↑  “Judgment of the Court (Sixth Chamber) of 6 December 2001. Carl Kühne GmbH & Co. KG and Others v Jütro Konservenfabrik GmbH & Co. KG”. 《EUR-Lex》 (영어). 2001년 12월 6일. 2017년 8월 17일에 확인함.
7. ↑  “Gurken in Not” (독일어). Sächsische Zeitung. 2017년 8월 3일. 2017년 8월 17일에 확인함. [깨진 링크(과거 내용 찾기)]